# Baldomero Perlaza
Baldomero Perlaza Perlaza (Tuluá, 5 giugno 1992) è un calciatore colombiano, centrocampista dell'Independiente Medellín.

## Palmarès

### Club

#### Competizioni nazionali
- Campionato colombiano: 1

Santa Fe: 2016-II
- Súper Liga: 2

Santa Fe: 2015, 2017

#### Competizioni internazionali
- Coppa Sudamericana: 1

Santa Fe: 2015
- Coppa Suruga Bank: 1

Santa Fe: 2016